# Calliotropis ottoi
Calliotropis ottoi är en snäckart som först beskrevs av Philippi 1844.  Calliotropis ottoi ingår i släktet Calliotropis och familjen pärlemorsnäckor. Inga underarter finns listade i Catalogue of Life.